# Ніколаєв Анатолій Петрович
Анато́лій Петро́вич Нікола́єв (23 січня 1896, м. Тараща, Київської губернії — 1972) — український радянський лікар-гінеколог, професор, дійсний член Академії медичних наук СРСР, лауреат Сталінської (Державної) премії СРСР 1952 року. Був директором Інституту акушерства та гінекології Академії медичних наук СРСР. Крім того, був професором Полтавського медичного інституту та працював у Київському, Донецькому та Куйбишевському інститутах охорони материнства та дитинства.

## Трудова діяльність
Анатолій Петрович Ніколаєв народився 23 січня 1896 року в місті Таращі Київської губернії. 1913 року закінчив 4-ту київську гімназію, а 1917 року — медичний факультет Київського університету.
У 1920—1922 роках Ніколаєв працював дільничним лікарем на сільській медичній дільниці в селі Маркуші колишнього Бердичівського повіту.
У квітні 1922 року Ніколаєв переїхав до Києва, де до 1933 року працював у Інституті удосконалення лікарів ординатором, асистентом і доцентом кафедри акушерства та гінекології.
У 1931—1933 роках Анатолій Петрович, залишаючись доцентом Київського інституту удосконалення лікарів, керував організованим ним у місті Коростені філіалом того ж інституту.
У 1933 році Анатолію Петровичу було присвоєно звання професора і він був призначений завідувачем кафедри акушерства та гінекології Полтавського медичного інституту, де працював до 1936 року.
З 1936 року Ніколаєв працює на Донбасі (м. Сталіно) директором акушерської і гінекологічної клінік і заступником директора по науковій частині Донецького інституту охорони материнства та дитинства.
У роки Німецько-радянської війни Ніколаєв працював начальником медичної частини в госпіталях, головним гінекологом Приволзького військового округу, а також заступником директора з наукової роботи Куйбишевського інституту охорони материнства та дитинства.
У серпні 1944 року Анатолій Петрович був призначений завідувачем акушерської клініки, а також заступником директора з наукової роботи Інституту акушерства та гінекології Академії медичних наук СРСР.
У 1946 році Ніколаєв був обраний членом-кореспондентом Академії медичних наук СРСР, а в 1952-му — її дійсним членом.
З 1948 по 1954 роки професор Ніколаєв працює в Ленінграді в Інституті акушерства та гінекології Академії медичних наук СРСР спочатку на посаді заступника директора інституту з наукової роботи, а потім директором того ж інституту.
З середини 1954 року Анатолій Петрович переїхав до Києва, де працював науковим керівником Українського науково-дослідного інституту охорони материнства та дитинства імені Героя Радянського Союзу професора П. М. Буйка.
Член КПРС з 1952 року. У тому ж році отримав Сталінську (Державну) премію СРСР.

## Творчий доробок
Станом на березень 1957 року Ніколаєв був автором 134 наукових праць (з яких 12 монографій та підручників), присвячених різним теоретичним та практичним розділам акушерства та гінекології.
Професор Ніколаєв був широко відомим вченим, чия багаторічна наукова і практична діяльність свідчить про творчу ініціативу та невичерпну енергію.
Анатолій Петрович є автором дуже оригінальної концепції виникнення і перебігу пологів. Суть цієї концепції полягає в переважній ролі ацетилхоліну (як потужної окситоксичної речовини, що фізіологічно виробляється в організмі вагітної) у виникненні та розвитку скоротливої діяльності матки.
Велике місце в науково-практичній роботі Ніколаєва займають питання про розв'язання одного з найскладніших та найактуальніших питань охорони здоров'я — боротьби з внутрішньоутробною інфекцією та мертвонароджуваністю. Надрукована в 1952 році його монографія «Профилактика и терапия внутриутробной асфиксии плода» удостоєна Сталінської премії та служила настільною книгою для акушерів-гінекологів в їхній практичній діяльності.
Особливої уваги заслуговують праці Ніколаєва, присвячені знеболюванню пологів, які знайшли широке визнання не лише в Радянському Союзі, а й за кордоном. Починаючи з 1952 року, Ніколаєв творчо розвивав радянський психопрофілактичний метод підготовки вагітних до пологів та значно поглибив його теоретичне обґрунтування.
У 1951 році Ніколаєв брав участь у роботі міжнародного конгресу лікарів у Парижі, а в 1953 році — в роботі конгресу в Ніцці.
Серед інших доповідей слід відзначити широку програмну доповідь про гіпотез, профілактику та лікування пізніх токсикозів на Всеукраїнській науково-практичній конференції акушерів-гінекологів в Одесі, 1956 рік.
Книга Ніколаєва «Очерки теории и практики обезболивания родов» видана в 1953 році переведена на чеську, французьку, італійську, іспанську мови. Інші книги та багато статей також переведені на чеську, польську, німецьку, французьку та інші мови. Також дуже впливовими були книга «Слабость родовой деятельности и ее лечение», видана в 1956 році, та великий підручник для лікарів «Практическое акушерство», виданий у 1957-му.
Анатолій Петрович є автором сценарію науково-популярного фільму «Победа над болью».
За вагомий вклад в розвиток радянської медичної науки, вчений нагороджений орденом Леніна.

## Наукові праці

Могила Анатолія Ніколаєва

Дослідження стосуються актуальних проблем акушерства: боротьбі з утробною асфіксією плоду, нейрогуморальній регуляції родової діяльності, знеболюванню родів, токсикозам вагітності, психопрофілактиці, психотерапії та іншим.
- Деякі принципові міркування до питання знеболювання пологів. Стаття в книзі «Знеболювання пологів» під редакцією К. Жманіна. — Сталіно, 1936.
- Посібник техніки дослідження, діагностики та лікування в гінекології. — Сталіно, 1937.
- Нервово-гуморальні фактори в регуляції пологової діяльності жінки. — Сталіно, 1940.
- Учення І. П. Павлова та найважливіші проблеми в акушерстві та гінекології. — Москва, 1951.
- Профілактика та терапія утробної асфіксії плоду. — Москва, 1952.
- Почерки теорії та практики знеболювання пологів. — Ленінград, 1953.
- Слабкість пологової діяльності та її лікування. — Київ, 1956.
- Практичне акушерство, підручник. — 1957.